# Muzeum Bojowników Getta
Muzeum Bojowników Getta (hebr. בית לוחמי הגטאות, Bet Lochame ha-Geta’ot; ang. The Ghetto Fighters' House) – muzeum historyczne położone w kibucu Lochame ha-Geta’ot, w Izraelu. Jego pełna nazwa brzmi Muzeum Dziedzictwa Żydowskiego Oporu i Holocaustu, Centrum Studiów i Dokumentacji imienia Icchaka Katzenelsona (ang. Itzhak Katzenelson Holocaust and Jewish Resistance Heritage Museum, Documentation and Study Center). Gdy powstało w 1950 roku, było pierwszym muzeum Holocaustu w Izraelu.

## Historia
Gdy 19 kwietnia 1949 roku założono kibuc Lochame ha-Geta’ot, równocześnie odbyła się uroczystość odsłonięcia pomnika powstania w getcie warszawskim (19 kwietnia–16 maja 1943 r.). Niektórzy uznają ten moment za otwarcie tutejszego muzeum, jednak w rzeczywistości miało ono swoją inaugurację rok później – 19 kwietnia 1950 roku, w kolejną rocznicę wybuchu powstania w getcie warszawskim. Od samego początku kibuc Lochame ha-Geta’ot był wyjątkowym kibucem. Jego założycielami byli członkowie żydowskich grup oporu, którzy ocaleli z Holocaustu w Polsce i Litwie. Byli to ocaleni powstańcy z getta warszawskiego i wileńskiego, oraz byli więźniowie obozów koncentracyjnych. Wśród nich znajdowali się Icchak Cukierman i Cywia Lubetkin z Żydowskiej Organizacji Bojowej. Mieszkańcy kibucu byli osobami starszymi, bardzo często schorowanymi i niebędącymi w stanie wykonywać ciężkich prac fizycznych. Od samego początku Icchak Cukierman i Cywia Lubetkin działali na rzecz utworzenia Muzeum Bojowników Getta. Gdy powstało, było pierwszym muzeum Holocaustu na świecie. Nazwano je na cześć żydowskiego poety Icchaka Kacenelsona zamordowanego 1 maja 1944 roku w obozie zagłady Auschwitz-Birkenau. W latach 1953–1959 architekt Samuel Bickels zaprojektował nowy wygląd budynku muzeum, który miał sprostać wymogom rozwijających się technologii. W 2005 roku zgodnie z tymi planami przeprowadzono zmiany funkcjonalności wnętrz. Wcześniej, bo w 1996 roku wybudowano Muzeum Dzieci Jad LaJeled, będące pomnikiem-muzeum poświęconym pamięci dzieci zgładzonych w Holocauście. Budynek powstał według projektu architektów Ram Karmi i Ori Abramsona.

## Działalność muzeum

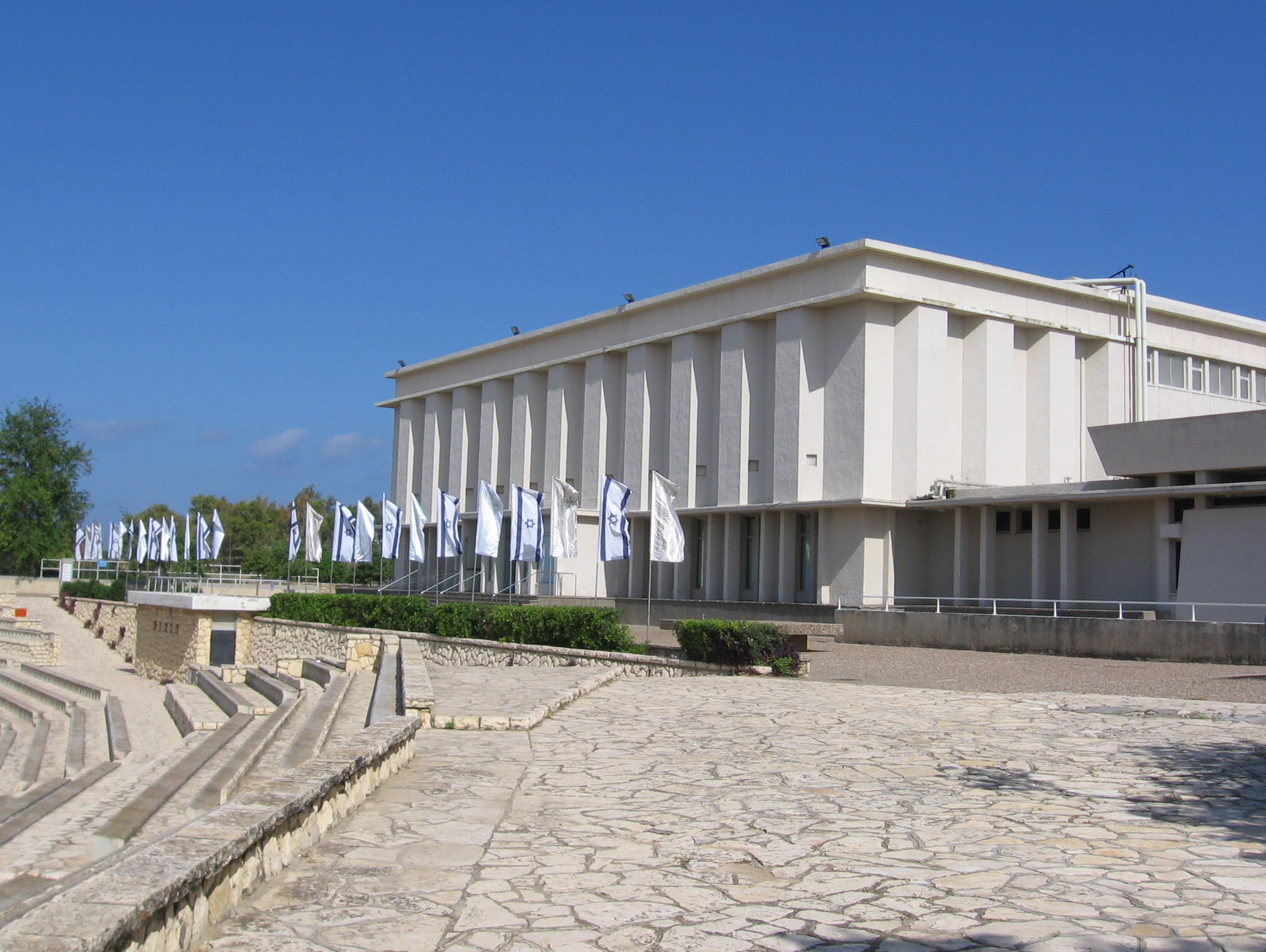
Muzeum Bojowników Getta

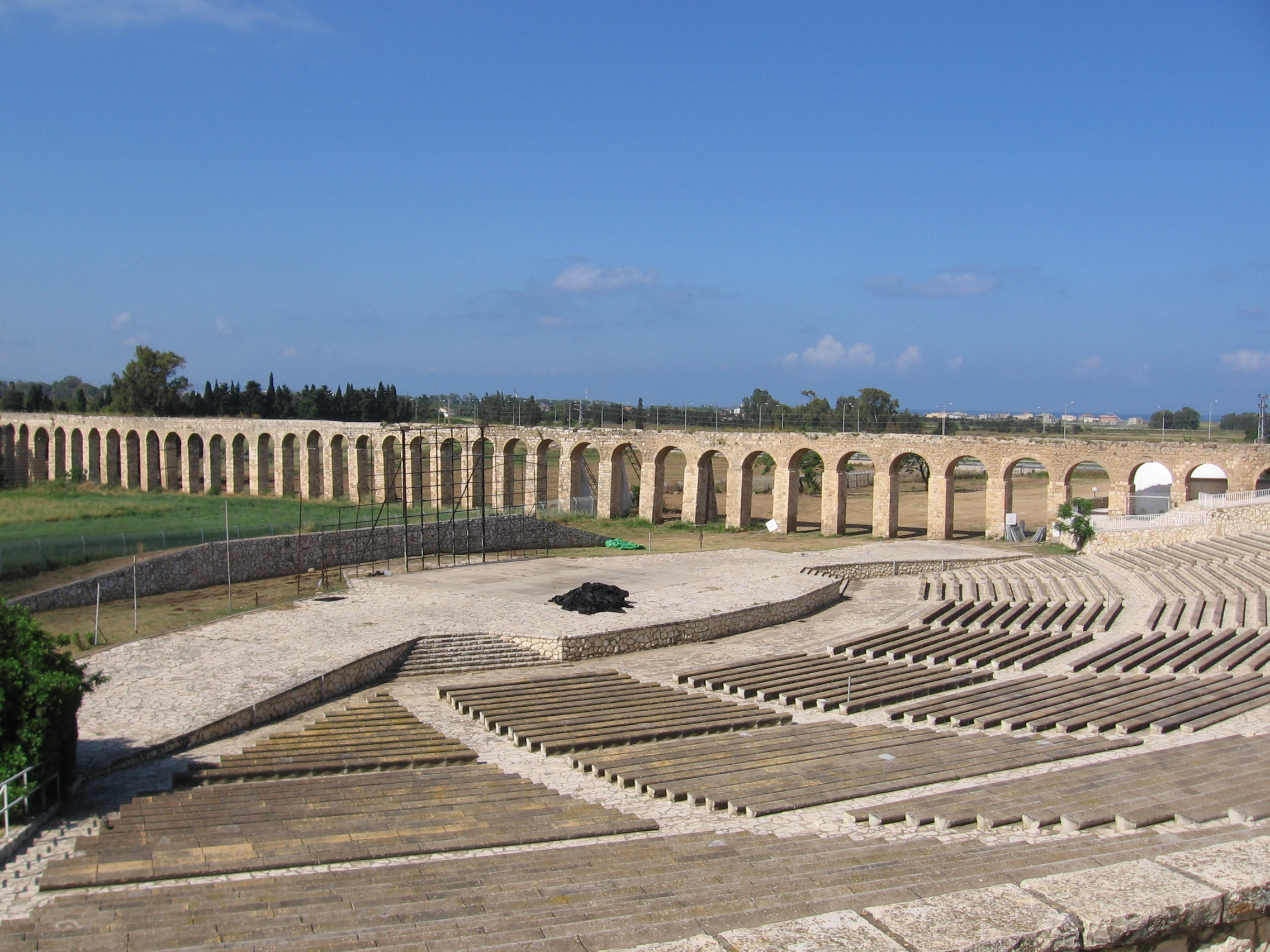
Akwedukt z amfiteatrem przed muzeum

Celem muzeum jest prowadzenie działalności edukacyjno-badawczej poświęconej upamiętnieniu ofiar Holocaustu, żydowskiego ruchu oporu i życia ocalonych. Muzeum jest nakierowane głównie na będące w różnym wieku grupy Żydów z Izraela i całego świata. Przedstawia się im wizję odnowienia żydowskiego życia w Izraelu, w której wielki wkład mieli ocaleni z Holocaustu. Działalność muzeum wspierają liczne międzynarodowe stowarzyszenia działające w Izraelu, Francji, Austrii i Stanach Zjednoczonych.
Muzeum Bojowników Getta obejmuje kilka sekcji: główne muzeum, Muzeum Pamięci Dzieci oraz Dom Kupfermana. Poza nimi jest tutaj biblioteka, archiwum, restauracja, kawiarnia, hotel (70 łóżek), audytorium i synagoga. Biblioteka powstała w celu gromadzenia i zachowania materiałów, które dotyczą Holocaustu, żydowskiego ruchu oporu i utraconego świata żydowskiego sprzed II wojny światowej. Zgromadzono około 55 tys. tytułów książek w różnych językach. Biblioteka jest skomputeryzowana i udostępnia swoje zasoby osobom indywidualnym. Archiwum zgromadziło ponad 2,5 mln różnych dokumentów: listów, dokumentów, pamiętników, świadectw, filmów, zdjęć itp. Duża część archiwum została opublikowana na stronie internetowej. Wydawane są także tematyczne albumy fotograficzne. Zasoby archiwum są dostępne dla osób indywidualnych. Muzeum w sposób szczególny wspiera studentów piszących prace naukowe na temat Holocaustu. W tym celu utworzono Fundusz Stypendialny, z którego przyznawane są co roku nagrody dla najlepszych prac w pięciu kategoriach - prace magisterskie, referaty, tezy licealistów, projekty szkolne i nagrody specjalne.

### Muzeum Bojowników Getta
Na parterze budynku muzeum znajduje się ekspozycja o holenderskich Żydach w czasie Holocaustu. W podziemiach: na pierwszym piętrze jest ekspozycja „Pamiętaj”, a na drugim piętrze ekspozycja dotycząca hitlerowskich obozów koncentracyjnych. Powyżej parteru: na pierwszym piętrze są ekspozycje „Icchak Kacenelson”, „Nazistowskie Niemcy podbijają kraje i narody”, „Deportacje i getta”, „Sprawiedliwi wśród narodów świata”, „Żydowski ruchu oporu w czasie Zagłady” i „Powstanie w getcie warszawskim”. Na drugim piętrze umieszczono ekspozycje: „Miriam Novitcz”, „Auschwitz”, „Pamięć Auschwitz”, „Najbliższa prawdy”.
Co roku 19 kwietnia, w rocznicę wybuchu powstania w getcie warszawskim, organizowane są tutaj specjalne wystawy oraz wykłady. Muzeum prowadzi szeroką działalność badawczą, edukacyjną, wydawniczą i kulturową. Od 1995 roku przy muzeum działa Centrum Edukacji Humanistycznej, które współpracuje z United States Holocaust Memorial Museum w Waszyngtonie. Centrum oferuje odmienny od ogólnie przyjętego sposób podejścia do nauczania o Holocauście. Założeniem jest, że poprzez zajęcia edukacyjne o Holocauście można prowadzić do zrozumienia wartości humanizmu i demokracji, budując w jednostkach właściwą ocenę moralną i odpowiedzialność obywatelską. Jest to punkt wyjściowy, który umożliwia prowadzenie zajęć warsztatowych. Odrębne zajęcia prowadzi się dla różnych grup wiekowych uczniów i studentów, dla nauczycieli oraz innych zainteresowanych grup.

### Muzeum Pamięci Dzieci

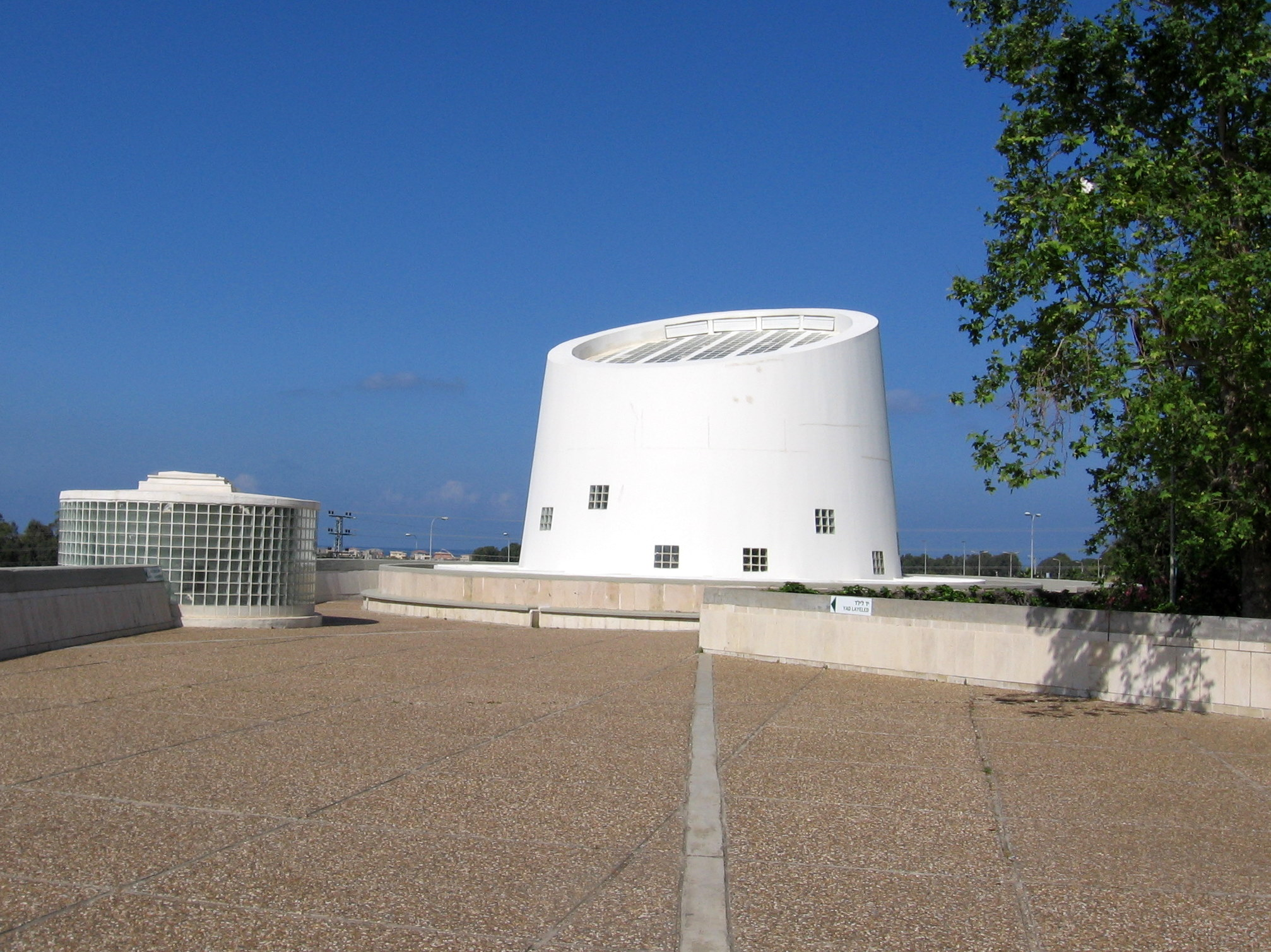
Muzeum Pamięci Dzieci

Muzeum Pamięci Dzieci jest wyjątkowym oddziałem Muzeum Bojowników Getta. Dokumentuje ono historię żydowskich dzieci podczas Holocaustu i udostępnia zwiedzającym możliwość edukacji. W budynku muzeum prezentowane są ekspozycje „Zagłada dzieci żydowskich”, „Dzieci Korczaka”, „Po jeden obraz” i „Znaki życia”.

### Dom Kupfermana
Jest to galeria sztuki poświęcona malarstwu Moszego Kupfermana. Są tu wystawy stałe oraz czasowe. Dla zwiedzających otwarto też pracownię, w której przez większą część swojego życia Kupferman malował swoje obrazy.